# فهرست جهانی گونه‌های دریایی
فهرست جهانی گونه‌های دریایی پایگاه داده‌ای است که هدفش ارائهٔ لیست معتبر و جامعی از موجودات دریایی است.